# Indore (stato)

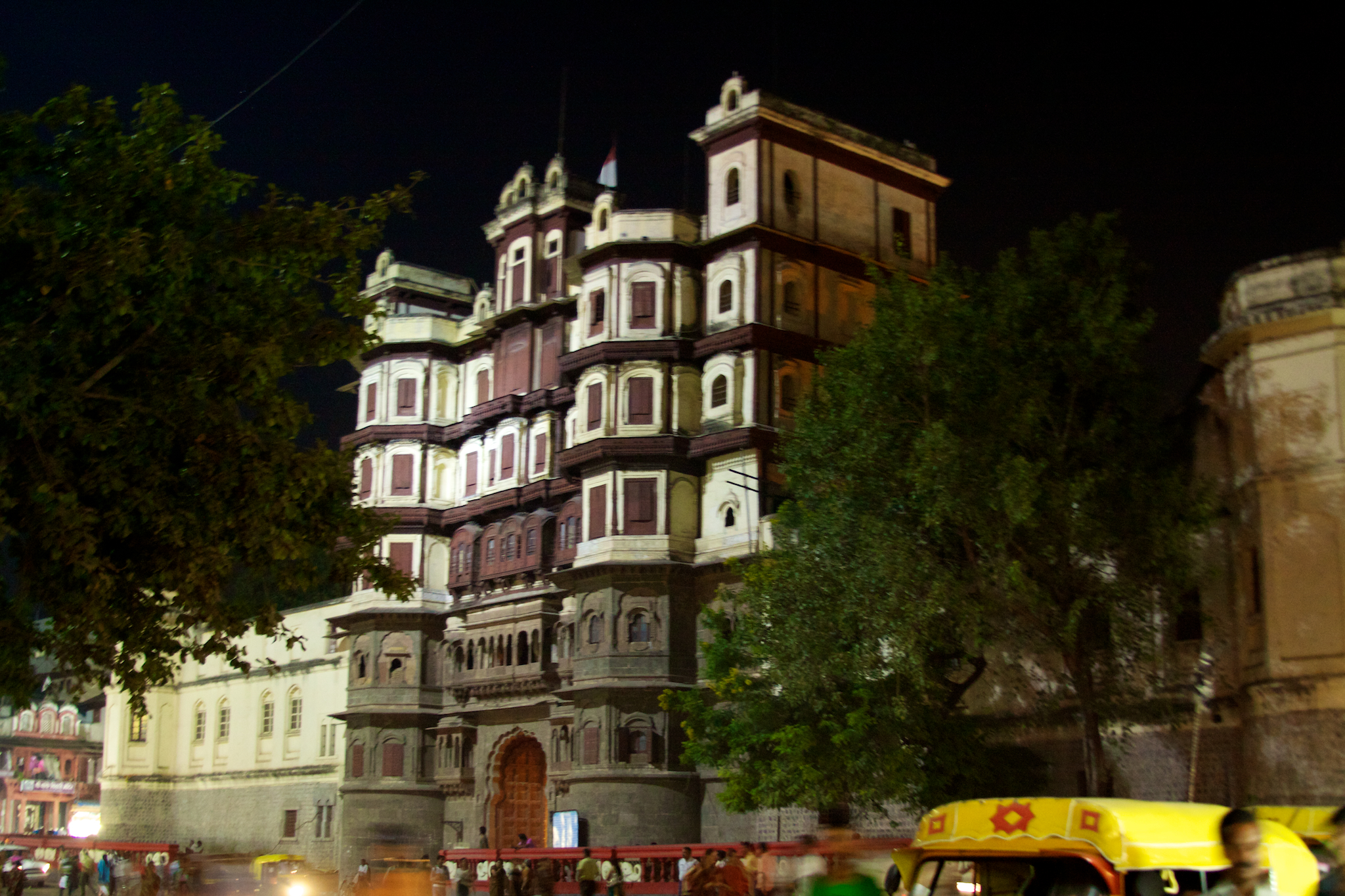
Il Rajawada (Palazzo vecchio) di Indore.

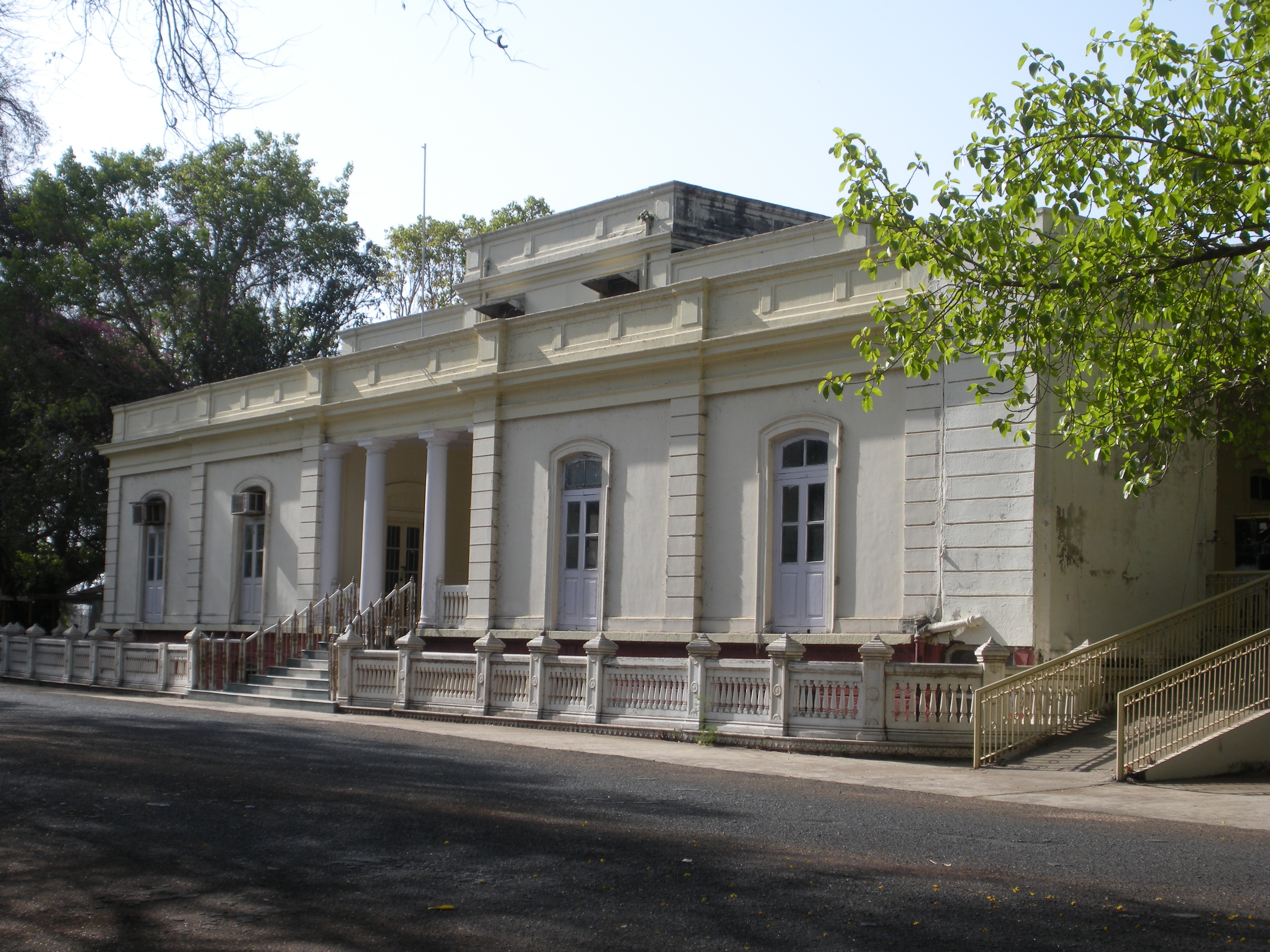
Il palazzo Sukhnivas.

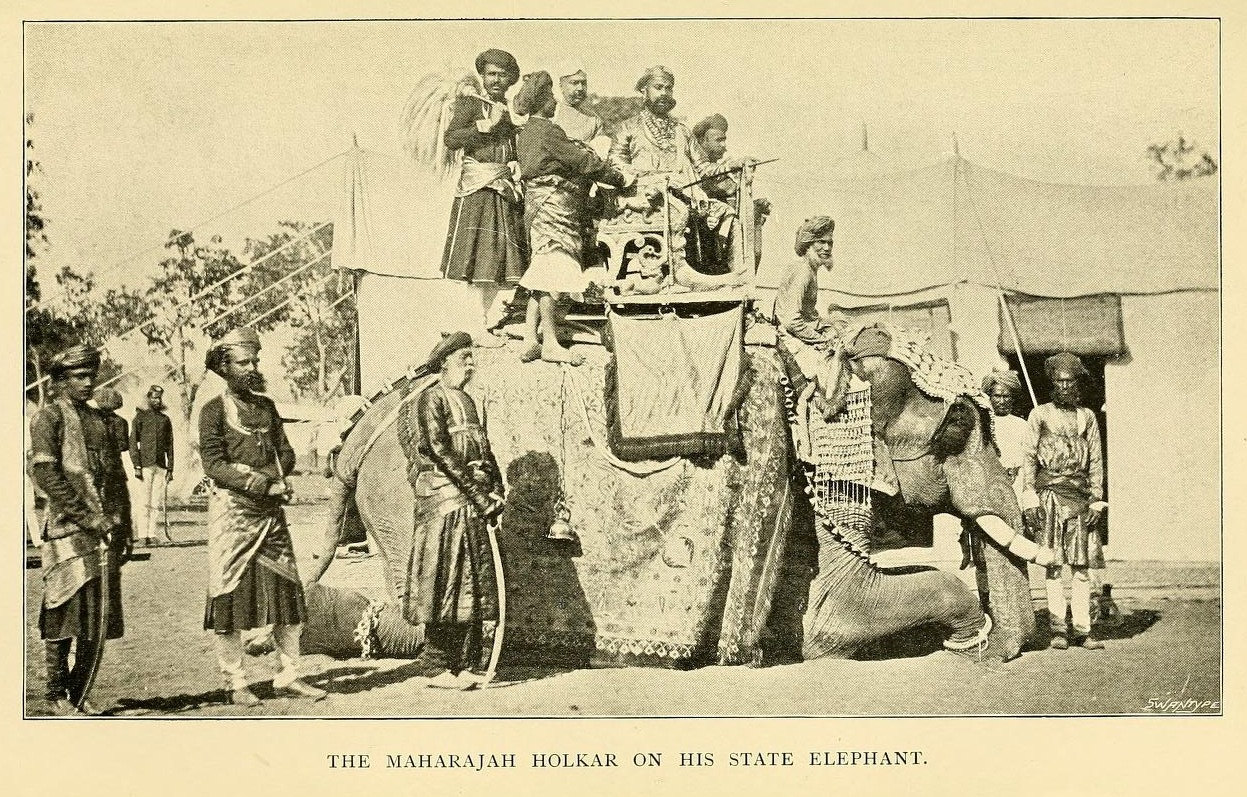
Il Maharaja di Indore sul suo elefante.

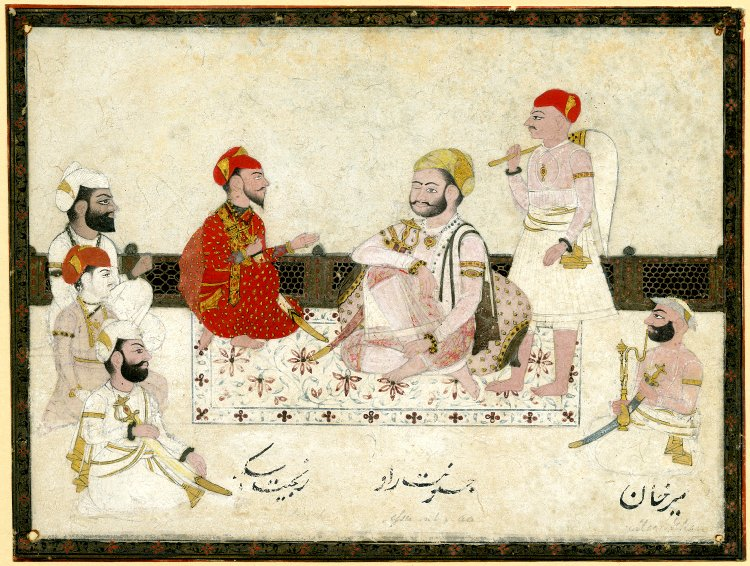
Yashwant Rao Holkar e Ranjit Singh nel 1805.

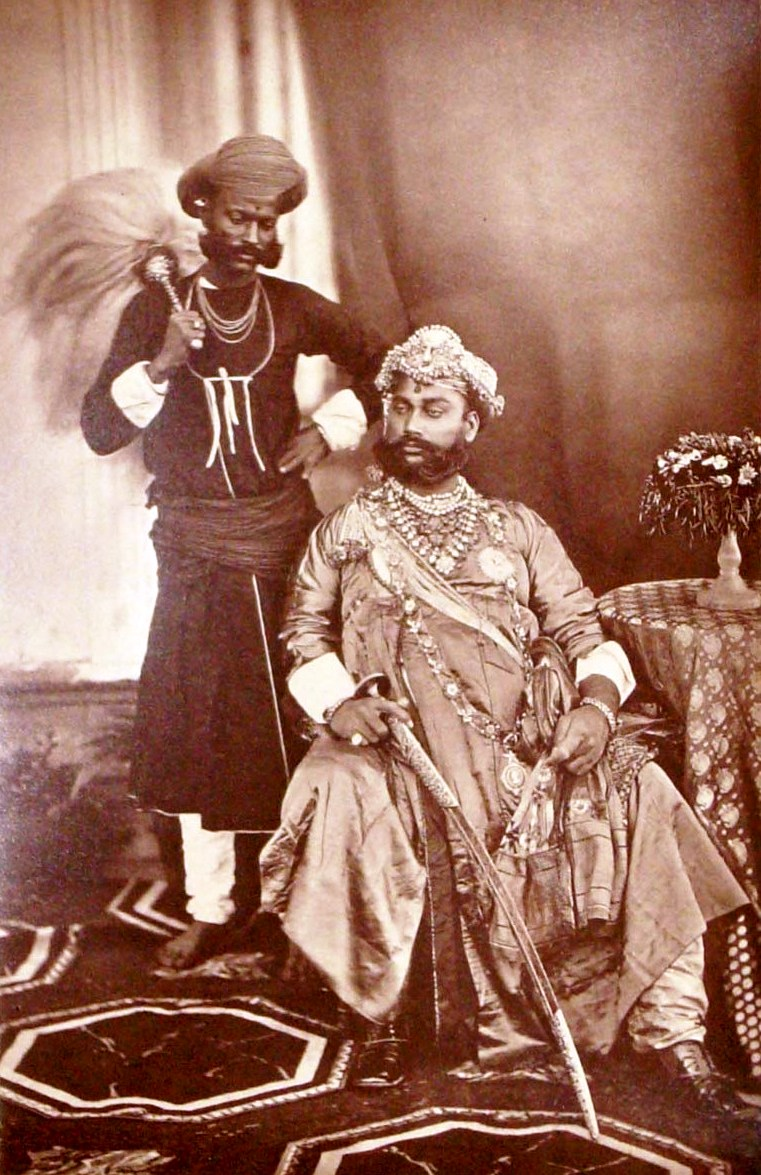
Il maharaja Tukojirao Holkar II.

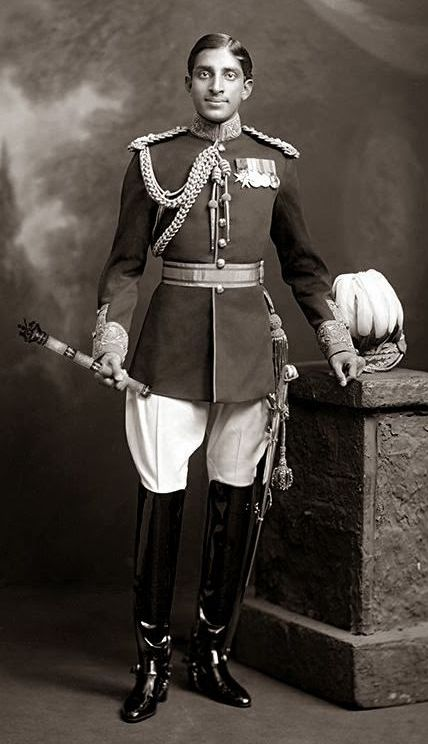
Tukojirao Holkar III, Maharaja di Indore.

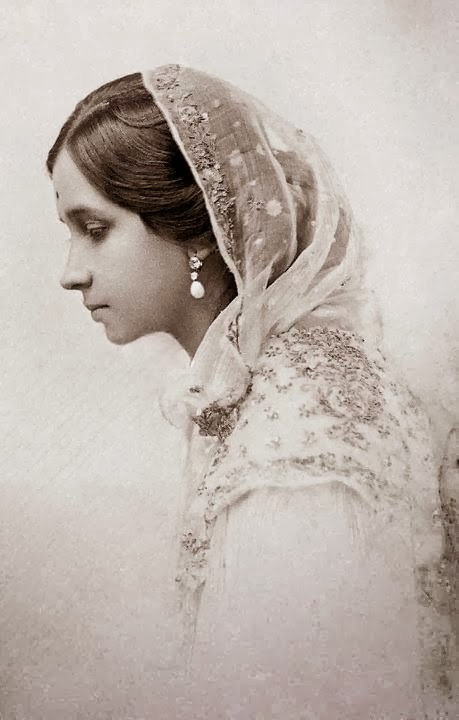
Maharani Shrimant Chandravati Bai Sahib Holkar, prima moglie del maharaja Tukojirao Holkar III di Indore.

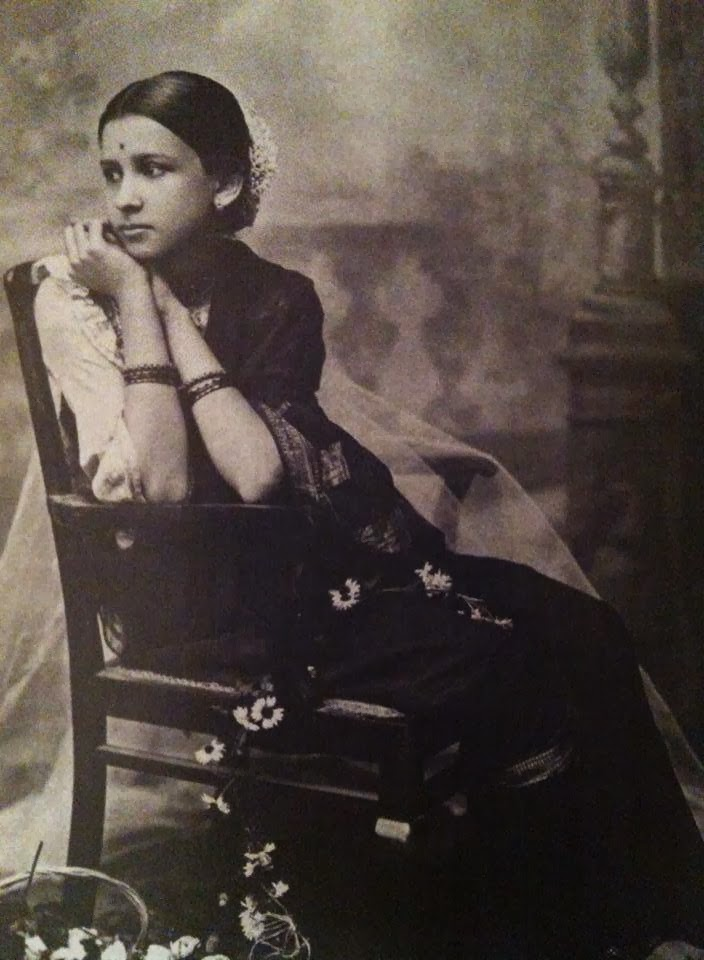
Maharani Indira Bai Sahib Holkar, seconda moglie del maharaja di Indore, Tukojirao Holkar III.

Lo Stato di Indore fu uno stato principesco del subcontinente indiano, avente per capitale la città di Indore.

## Storia
Lo Stato di Indore venne fondato nel 1723 da Malhar Rao Holkar (1694-1766) che fu il primo a fondare la sua dinastia sul governo della città capitale del principato.
Dopo la sconfitta della dinastia degli Holkar durante la Terza guerra anglo-maratha, il 6 gennaio 1818 venne siglato un accordo tra lo Stato di Indore e gli inglesi, permettendo a questi ultimi di stabilire sul primo un protettorato con l'accordo che gli Holkar sarebbero rimasti comunque governanti del loro Stato, ma sarebbero stati obbligati a servirsi di un Dewan (primo ministro) che col tempo divenne sempre più succube delle scelte politiche dell'Inghilterra.
La capitale venne spostata da Maheshwar e Indore il 3 novembre 1818 e qui prese residenza da quel giorno anche il residente britannico, ovvero un ufficiale in rappresentanza del governo inglese voluto espressamente col trattato di quell'anno. Proprio sulla scorta di questo fatto, Indore venne scelta come quartier generale della Central India Agency. Nel 1906 il principato venne raggiunto dall'energia elettrica, ma provocò già dal 1909 un grande incendio che dal 1918 rese necessario riorganizzare la città partendo da un catasto, il primo nella regione, realizzato dall'architetto Patrick Geddes.
Durante il periodo di regno del maharaja Tukoji Rao Holkar II (1852–86) numerosi furono gli sforzi fatti per cercare di sviluppare un sistema industriale a Indore. Durante i regni dei maharaja Shivaji Rao Holkar, Tukoji Rao Holkar III e Yeshwant Rao Holkar il commercio fiorì largamente e nel 1875 venne costruita anche la prima ferrovia di stato.

### Dopo l'indipendenza
Dopo l'indipendenza dell'India nel 1947, lo Stato di Indore, assieme ad un gran numero di stati principeschi confinanti, entrò a far parte dell'India. Yashwant Rao Holkar II, l'ultimo regnante dello Stato, siglò lo strumento di unione con l'Unione Indiana il 1º gennaio 1950. I territori dello Stato divennero parte del nuovo Stato indiano di Madhya Bharat.

### Governanti
I re di Indore portavano il titolo di Maharaja Holkar ed a loro spettava il saluto britannico di diciannove salve di cannone.

#### Maharaja Holkar
- 1731 - 20 maggio 1766 Malhar Rao I Holkar I (n. 1694 - m. 1766)
- 20 maggio 1766 - 5 aprile 1767 Male Rao Holkar II (n. 1745 - m. 1767) 
  - aprile 1767 - 13 agosto 1795 Ahalya Bai Holkar (III) (f)-reggente (n. 1725 - m. 1795)
- 13 agosto 1795 - 29 gennaio 1797 Tukoji Rao I Holkar IV (n. 1723 - m. 1797) (in coreggenza dall'aprile del 1767)
- 29 gennaio 1797 - gennaio 1799 Kashi Rao Holkar V (n. 17.. - m. 1808)
- gennaio 1799 - 1806 Khande Rao I Holkar VI (n. 1798 - m. 1806)
- 1806 - 27 ottobre 1811 Yashwant Rao I Holkar (n. 1776 - m. 1811) (reggente dal gennaio 1799 al 1806)
- novembre 1811 - 27 ottobre 1833 Malhar Rao III Holkar VII (n. 1801 - m. 1833) 
  - novembre 1811 - 20 dicembre 1817 Maharani Tulsi Bai (f) -reggente (m. 1817)
- 27 ottobre 1833 - 2 febbraio 1834 Martand Rao Holkar VIII (n. 1830 - m. 1849)
- 2 febbraio 1834 - 24 ottobre 1843 Hari Rao Holkar IX (n. 1795 - m. 1843)
- 24 ottobre 1843 - 17 febbraio 1844 Khande Rao II Holkar X (n. 1828 - m. 1844) 
  - 24 ottobre 1843 - 17 febbraio 1844 Maharani Maji (f)-reggente (1ª volta) (m. 1849)
- 27 giugno 1844 - 17 giugno 1886 Tukoji Rao II Holkar XI (n. 1835 - m. 1886) (dal 25 giugno 1861, Sir Tukoji Rao II Holkar XI)
  - 27 giugno 1844 - settembre 1849 Maharani Maji (f)-reggente (2ª volta)
- 17 giugno 1886 - 31 gennaio 1903 Shivaji Rao Holkar XII (n. 1859 - m. 1908) (dal 30 giugno 1887, Sir Shivaji Rao Holkar XII)
- 31 gennaio 1903 - 26 febbraio 1926 Tukoji Rao III Holkar XIII (n. 1890 - m. 1978) (dal 1º gennaio 1918, Sir Tukoji Rao III Holkar XIII)
- 26 febbraio 1926 - 15 agosto 1947 Yashwant Rao II Holkar XIV (n. 1908 - m. 1961) (dal 1º gennaio 1935, Yashwant Rao II Holkar XIV)
  - 26 febbraio 1926 - 9 novembre 1930 Siremal Bapna -reggente (n. 1882 - m. 1964)

#### Dewans (primi ministri)
- c.1808 - 1811 Bala Ram Seth
- 1811 - dicembre 1817 Ganpal Rao
- 1818 - aprile 1826 Tantia Jogh (Tatya Joga) (m. 1826)
- aprile 1826 - 1827? Raoji Trimbak
- 1827 Daji Bakhshi
- 1827? - 1829 Appa Rao Krishna
- 1829 - 1834? Madhav Rao Phadnis
- aprile 1834 - novembre 1836 Sardar Revaji Rao Phanse
- 1836 - 1839? Abbaji Ballal (o Bhawani Bin)
- 1839? - 1840? Bhao Rao Phanse (1ª volta)
- 1840? - ottobre 1841 Narayan Rao Palshikar
- 1841 - 1842? the ruler
- 1842? - 1848 Bhao Rao Phanse (2ª volta)
- 1848 - 1849? Ram Rao Palshikar
- 1852 - 1873 the ruler
- 1873 - 1875 Sir Madhava Rao (n. 1828 - m. 1891)
- 1875 - 1881 Ragunath Rao (1ª volta) (n. 1831 - m. 1912)
- 1881? - 1884? Shahamat Ali
- 1884 - 1886 Nana Moroji Trilokekar
- 1886 - 1888 Ragunath Rao (2ª volta)
- c.189. Balkrishna Atmaram Gupte
- 189. - 1913? Munshi Nanak Chand Agarwal
- 4 Apr 1913 - Oct 1914 Narayan Ganesh Chandravarkar
- 1914 - 1916 ...
- 1916 - 19.. Ram Prasad Dube (1ª volta)
- novembre 1921 - 1923? Chettur Sankaran Nair (n. 1857 - m. 1934)
- 1923? - 1926? Ram Prasad Dube (2ª volta)

#### Primi ministri
- febbraio 1926 - 1939 Siremal Bapna
- 1939 - 1942? Sardar Dina Nath
- 1942 - 1947 Raja Gyannath Madan
- 1947 R.G. Horton
- 1 settembre 1947 - 3 gennaio 1948 E.P. Menon
- gennaio 1948 N.C. Mehta
- 26 gennaio 1948 - marzo 1948 M.V. Bhide

#### Residenti britannici
Residenti britannici della Residenza di Indore.
- 1840 - 1844 Sir Claude Martin Wade (n. 1794 - m. 1861)
- 1845 - 1859 Robert North Collie Hamilton (n. 1802 - m. 1887)
- 1859 - 1861 Sir Richmond Campbell Shakespear (n. 1812 - m. 1861)
- 1861 - 1869 Richard John Meade (n. 1821 - m. 1899)
- 1869 - 1881 Henry D. Daly
- 1881 - 1888 Henry Lepel-Griffin (n. 1838 - m. 1908)
- 1888 - 1890 P.F. Henvey
- 1890 - 1894 R.J. Crosthwaite
- 1894 - 1899 David W.K. Barr
- 1899 - 1902 Robert Henry Jennings
- 1902 - 1903 Francis Younghusband (n. 1863 - m. 1942)
- 1903 - 1907 Oswald Vivian Bosanquet (1ª volta) (n. 1866 - m. 1933)
- 1907 - 1909 James Levett Kaye (n. 1861 - m. 1917)
- 1909 - 1910 Charles Beckford Luard
- 1910 - 1916 Charles Lennox Russell
- 1916 - 1919 Oswald Vivian Bosanquet (2ª volta)
- 1919? - 1921 Francis Granville Beville
- 1921 - 1924 Denys Brooke Blakeway (n. 1870 - m. 1933)
- 1924 - 1929 Sir Reginald Glancy
- marzo 1927 - ottobre 1927 Edward Herbert Kealy (in vece di Glancy)
- 1929 - 1930 H.R.N. Pritchard
- 1930 - 1931 Frederick Bailey
- 1931 - 1932 G.M. Ogilvie
- 1933 - 21 Mar 1935 Rawdon James MacNabb (n. 1883 - m. 1935)
- 1935 - 1940 Kenneth Samuel Fitze (n. 1887 - m. 1960)
- 1940 - 1942 Gerald Thomas Fisher
- 1942 - 1946 Walter F. Campbell
- 1946 - 1947 Henry Mortimer Poulton (n. 1898 - m. 1973)

#### Agenti britannici
Agenti del governatore generale della Central India Agency. Il quartier generale era posto ad Indore.
- 1845 - 1854 Robert North Collie Hamilton
- 1854 - 1899 the British Residents in Indore
- 1899 - 1900 David W.K. Barr
- marzo 1900 - 1905 Charles S. Bayley
- 1905 - 1910 Hugh Daly
- 1910 - 1912 Michael Francis O'Dwyer (n. 1864 - m. 1910)
- 1912 - 1913 John B. Wood
- 1913 - 1916 Oswald Vivian Bosanquet
- 1916 - 1944 the British Residents in Indore
- 1944 - 1946 Walter Campbell
- 1946 - 1947 Henry Mortimer Poulton (n. 1898 - m. 1973)